# Onward
Onward – miasto w Stanach Zjednoczonych, w stanie Indiana, w hrabstwie Cass.